# 温铁军
温铁军（1951年5月—），籍贯河北昌黎，出生于北京市，是中国人民大学可持续发展高等研究院院长、《中国改革》、《改革内参》杂志社社长兼总编，知名农业专家。

## 生平
1951年5月出生于北京。法学士，经济管理学博士。
2004年任职：中国经济体制改革杂志社总编缉，中国体改研究会常务理事、副秘书长，晏阳初乡村建设学院理事长兼院长。
兼职：国家信息中心中国经济信息网高级经济顾问，农业部农村经济研究中心特聘专家，中国宏观经济研究基金会副秘书长。
二、学历与专业进修：
2000年美国杜克大学进修，期间应邀到约翰霍普金斯大学、华盛顿大学、加州大学伯克利分校和卡特中心讲学。
1995－99年,在中国农业大学研究生院和经管学院在职攻读硕士、博士课程，于2000年获得经济管理博士学位。
1991年美国哥伦比亚大学进修，期间到康奈尔大学和南加州大学讲学，并参加密执安大学夏季学院量化分析培训，获ICPSR（国际社科联）颁发的统计分析专业结业证书。
1989－90年，获北京外国语学院联合国译员培训部英语高级班结业证书。
1987年美国密执安大学社会调查研究所(ISR) 进修，获抽样调查专业结业证书，此后到世界银行接受后续培训，
1979－83年，中国人民大学新闻系本科学习期满，获法学士学位。
三、主要工作经历：11年工农兵生活经历，11年试验区调研经验
从1968年山西插队起曾经有11年基层工农兵的生活经历；1978年回到北京，在中国人民大学新闻系任实验员，兼职从事“右派平反改正”落实政策和学生工作。1979年通过高考上本校学习。
1983年毕业，后经光明日报借调参与筹建《中国广告信息报》，并于1985年发起并组织了首批记者团驾摩托车沿黄河考察8省40多个市县的社会经济发展状况。
1985年调入中央农村政策研究室、国务院农村发展研究中心联络室，从事农村政策和调查研究工作。十多年来主要从事经济周期问题、城乡关系、地方政府与区域发展、城镇化与劳动力流动、市场与流通、贫困地区开发，以及农村合作金融、社区组织问题、乡镇企业股份制等多方面的政策调研和理论探讨。
1987年调入全国农村改革试验区办公室以后，11年从事农村基层的试验区工作。1988年任监测处副处长，1992年任监测处处长并兼任调研处长，1995年任副主任，分管21个省164个市县的试验区的立项调研、方案设计、跟踪、监测和成果评估等工作。其间，参与过世界银行首期政策贷款的监测、培训、合作等项目谈判立项；1998年在农业部农研中心通过研究员职称评聘。2000年担任中国经济体制改革研究会副秘书长、中国改革杂志社常务副社长兼总编缉，2002年任社长兼总编缉，并由国务院经济体制改革办公室党组任命为中国改革实业有限公司董事长（国有股份制企业）。2003年辞去社长职务,与其他国内外NGO联合在河北省定州市组建晏阳初乡村建设学院，被理事会推举为第一任理事长和院长。河北晏阳初乡村建设学院（James Yen Rural Reconstruction Institute）：晏阳初乡村建设学院于2003年7月19日由中国人民大学农业与农村发展学院（中国经济体制改革杂志社已于2005年1月退出，由人大替代）、中国社会服务及发展研究中心（香港CSD）、国际行动援助中国办公室(ActionAid)、翟城村村民委员会、晏阳初农村教育发展中心、中国村社促进会现代化建设专业委员会在河北省定州市翟城村联合发起成立。
2012年起担任中国农业银行股份有限公司的独立董事。
2003年在河北省定州市组建晏阳初乡村建设学院，被理事会推举为第一任理事长和院长。与茅于轼、方舟子等为首批入选2004年南方人物周刊第七期公共知识分子50人。

## 思想
温铁军主要从事中国国情、农村城镇化、三农问题的研究。

## 争议
温铁军曾于2004年12月17－20日在日本参拜靖国神社。
2022年下半年，温铁军抛出“人民经济”取代市场经济，表示“维护主权、自主发展、具有爱国主义性质的经济体”都可称为“人民经济”，引起财经界和舆论质疑，计划经济是否要取代市场经济。淡江大学中国大陆研究所荣誉教授赵春山认为“要回到毛泽东时代大跃进、人民公社，独立自主靠自己打赢这场战争”。经济学家向松祚“五问”：“所谓的自主性不就是闭关锁国吗？把外资企业和合资企业都否定吗？所谓的在地性不就是画地为牢吗？他所谓的综合性不就是把企业搞成大社会吗？所谓的人民性不就是重新回到全民所有制的一大二公吗？”经济学家马光远也发文称：“罗素说‘这个世界的问题不在于聪明人充满疑惑，而是傻子们坚信不疑’。这话送给温铁军，做个人吧！”

## 作品

### 专著
- . 广东省广州市: 广东人民出版社. 2004. ISBN 9787218045573.
- . 北京市: 生活·读书·新知三联书店. 2005. ISBN 9787108022639.
- . 北京市: 文津出版社. 2006. ISBN 9787805545059.
- . 北京市: 文津出版社. 2006. ISBN 9787805545066.
- . 湖南省长沙市: 湖南科学技术出版社. 2007. ISBN 9787535750020.
- . 北京市: 中国经济出版社. 2009. ISBN 9787501786732.
- . 福建省福州市: 福建人民出版社. 2010. ISBN 9787211061556.
- . 北京市: 中国农业科学技术出版社. 2010. ISBN 9787802338593.
- . 江苏省苏州市: 苏州大学出版社. 2011. ISBN 9787811376500.
- . 北京市: 科学出版社. 2011. ISBN 9787030313737.
- . 上海市: 东方出版社. 2013. ISBN 9787506055574.
- . 北京市: 华夏出版社. 2015. ISBN 9787508034676.
- . 上海市: 东方出版社. 2016. ISBN 9787506088527.
- . 上海市: 东方出版社. 2016. ISBN 9787506089821.
- . 北京市: 中国农业出版社. 2017. ISBN 9787109224841.
- . 上海市: 东方出版社. 2020. ISBN 9787520712545.

### 合著
- 温铁军; 邢晖. . 北京市: 高等教育出版社. 2004. ISBN 9787040159080.
- 孔祥智; 李素芳; 房风文; 温铁军. . 北京市: 中国农业出版社. 2012. ISBN 9787109159228.
- 朱信凯; 温铁军; 孔祥智. . 北京市: 中国农业出版社. 2013. ISBN 9787109137271.
- 陈卫平; 温铁军; 孔祥智. . 北京市: 中国农业出版社. 2013. ISBN 9787109177345.
- 马九杰; 温铁军; 孔祥智. . 北京市: 中国农业出版社. 2013. ISBN 9787109164789.
- 钟真; 温铁军; 孔祥智. . 北京市: 中国农业出版社. 2014. ISBN 9787109191013.
- 钟真; 温铁军; 孔祥智; 孙娟. . 北京市: 中国农业出版社. 2015. ISBN 9787109204133.
- 孔祥智; 毛飞; 伍振军; 温铁军. . 北京市: 中国农业出版社. 2015. ISBN 9787109202795.
- 温铁军; 杨帅. . 北京市: 中国人民大学出版社. 2016. ISBN 9787300231341.
- 温铁军; 郭光磊. . 北京市: 中国农业出版社. 2017. ISBN 9787109224841.
- 温铁军; 张孝德. . 江西省南昌市: 江西教育出版社. 2018. ISBN 9787570504138.
- 温铁军; 潘家恩. . 重庆市: 西南师范大学出版社. 2018. ISBN 9787562191032.
- 温铁军; 董筱丹. . 上海市: 东方出版社. 2019. ISBN 9787520710732.

## 奖项
| 年份   | 奖项                                              | 备注  |
| ------ | ------------------------------------------------- | ----- |
| 1998年 | 国务院“政府特殊津贴专家”证书                      | [ 9 ] |
| 1999年 | 农业部科技进步一等奖                              | [ 9 ] |
| 2000年 | 长江读书奖之优秀论文奖                            | [ 9 ] |
| 2003年 | 中国中央电视台年度经济人物奖                      | [ 9 ] |
| 2005年 | 杜润生基金会农村发展研究优秀论文一等奖            | [ 9 ] |
| 2006年 | 中国环境大使” 中国金融杰出贡献专家                | [ 9 ] |
| 2008年 | 中国人民大学优秀教学成果一等奖 和谐中国年度人物奖 | [ 9 ] |
| 2009年 | 北京市教育教学成果一等奖 绿色中国年度人物奖       | [ 9 ] |